# Alpha Phi Omega
Alpha Phi Omega (mais conhecida como APO ou ΑΦΩ, A-Phi-O e A-Phi-Q) é a maior fraternidade escolar nos Estados Unidos, com capítulos em mais de 350 campi, uma associação ativa com aproximadamente 17.000 estudantes e mais de 350.000 membros. Há, também, 250 capítulos nas Filipinas e um na Austrália.
Alpha Phi Omega é uma fraternidade de serviço coeducacional, organizada para promover serviços comunitários, desenvolvimento de liderança, e oportunidades sociais para estudantes universitários. Os capítulos variam no tamanho, partindo de 5 membros ativos e podendo chegar a mais de 200 em atividade, independentemente do tamanho de cada universidade.
O propósito da fraternidade é "reunir estudantes universitários em uma National Service Fraternity na comunhão de princípios provenientes da Promessa escoteira e da Lei escoteira dos Escoteiros da América do Norte; desenvolver liderança, promover a amizade e proporcionar serviços à humanidade; e apoiar a liberdade, que a nossa herança nacional, educacional e intelectual." Ao contrário de muitas outras fraternidades, o foco primário da APO é promover serviço voluntário dentro de quatro áreas: serviço para a comunidade, para o campus, para a fraternidade e para a nação como cidadãos participativos. Como a fraternidade é, basicamente, uma organização que oferece serviços, ela não permite que seus capítulos mantenham casas fraternas para que sirvam de residência para seus membros. Isso encoraja, também, membros de fraternidades e irmandades sociais que possuem casas a também se juntarem à APO.